# 天文考古学
天文考古学（てんもんこうこがく、英語：archaeoastronomy）とは、考古資料に残る天体現象の記録を、天文学の知識を用いて検証する考古学の分野。
また、天文学の立場から斉藤国治が命名した、先史時代・歴史時代の両方の天文現象の記録を扱う「古天文の学問」すなわち古天文学（こてんもんがく、英語：palaeoastronomy）と言う呼称も用いられている。
これにより、たとえば日食や彗星の記録から歴史的事件の日時を割り出すことや、古代の建造物の設計に特定の方角が関連付けられていることなどを明らかにできる。
近年のコンピューターの進歩や天文シミュレーションソフトの充実は、天文考古学を後押ししている。一方で、天文考古学は時として超古代文明論やオカルトなどに悪用されることも多い。
2019年3月に桜井邦朋（元神奈川大学教授）を顧問、上田晴彦（秋田大学　副学長）を会長として、日本天文考古学会（The Astronomical Archeology Society of Japan）が発足した。日本天文考古学会は、天文現象の記録を扱う古天文学とは異なり、天文学で遺跡を直接研究する学会である。世界的には確立された分野であるが、日本ではこの分野を扱う最初の学会となる。本学会の研究論文を集めた学会誌は、国立研究開発法人科学技術振興機構のデータベースにも登録され、考古学者が取り扱わない岩石遺構についても科学的な検証が試みられているのが特徴。